# Diamond Hoo Ha
Diamond Hoo Ha es el sexto y último álbum de estudio de la banda inglesa de rock alternativo Supergrass, lanzado en el Reino Unido el 24 de marzo de 2008. Este disco ofrece una vuelta a los sonidos originales de la banda, en comparación a su anterior disco Road to Rouen lanzado en 2005, cuyo contenido es clasificado como más meloso. En noviembre de 2007, la canción "Diamond Hoo Ha Man" fue distribuida como el primer sencillo en un lanzamiento limitado en formato de vinilo, donde solo se hicieron 1500 copias del mismo. El segundo sencillo lanzado el 17 de marzo de 2008 fue "Bad Blood", el cual ingreso al top 75 en el puesto #73.
El tercer sencillo, "Rebel in you" junto con su lado B "Car Crash" fue lanzado al público el 30 de junio de 2008 en una edición limitada de vinilos blancos de 7'' de los cuales, como en el primer sencillo, solo se realizaron 1500 copias del mismo a través de Supergrass Records. El sencillo solo estaba disponible para su compra desde la pagina de Supergrass Records, siendo que las primeras 200 copias que se vendieron fueron autografiadas por la banda. Estaba planeado que el sencillo fuera distribuido por Parlophone, pero EMI se nego a financiar su lanzamiento, junto con los costos de la creacion de un videoclip que lo acompañara.

## Grabación y producción
Diamond Hoo Ha fue grabado en Hansa Tonstudio en Berlín donde David Bowie, entre otros artistas, ya habían previamente grabado. Danny Goffey declaró "el lugar no había cambiado mucho desde los años setenta - los muebles no habían sido higienizados, muchas de las cosas allí no funcionaron. La mesa de mezclas estaba bastante arruinada, así que nos tomo tres o cuatro días para obtener la primera pista de acompañamiento. Pero la atmósfera era genial. Fue un comienzo turbulento pero estabamos volando despues de eso"
El grupo aparentemente estuvo seis meses escribiendo las letras de las canciones para el álbum, separándose entre pares para la inspiración.
Nick Launay, quien previamente había trabado con artistas como PiL, Kate Bush, Gang of Four, Midnight Oil y Nick Cave fue nominado como productor para el álbum. "Él [Launay] sabia que Danny era una bestia en la batería, acerca de los experimentos de Rob en el teclado, lo que Mick podía hacer en el bajo. Nick simplemente nos entendió. Él quería a la banda desde hace tiempo, nos vio en vivo, reconoció la energía. Al principio el dijo 'se lo que pueden hacer y los he visto hacerlo, pero me encantaría hacer un álbum donde todos nos luzcamos", dijo Gaz Coombes.

## Tapa del álbum
La portada del álbum muestra a la banda en una foto grupal con sus instrumentos; (créditos a Kevin Westenberg por la fotografía) la guitarra que Gaz Coombes sostiene es una Fender Telecaster Deluxe. Todo el trabajo del diseño del álbum fue compilado por Traffic, con quien la banda ya había trabajado antes.

## Lista de canciones
Todas las canciones fueron escritas y compuestas por Supergrass.
Listado de canciones
1. "Diamond Hoo Ha Man" – 3:25
2. "Bad Blood" – 3:03
3. "Rebel in You" – 4:41
4. "When I Needed You" – 2:31
5. "345" – 3:39
6. "The Return Of..." – 3:35
7. "Rough Knuckles" – 3:24
8. "Ghost of a Friend" – 3:54
9. "Whiskey & Green Tea" – 4:16
10. "Outside" – 3:32
11. "Butterfly" – 5:10

## Créditos
- Gaz Coombes - Vocales (principal y secundario), guitarra.
- Mick Quinn - bajo, voz secundaria
- Rob Coombes - teclados, voz secundaria
- Danny Goffey - batería y percusión, voz principal en "Ghost of a Friend"

## Recepción
El álbum logró la posición #19 en los UK Charts, siendo este su álbum con posicionamiento más bajo. Los tres sencillos del mismo recibieron bastante difusión en estaciones de radio. Sin embargo, ya que ninguno de los tres sencillos entraron al top 40, no recibieron transmisión regular en las estaciones de radio más convencionales.

## En la cultura popular
La canción "Bad Blood" aparece en el videojuego de carreras de automóviles Need for Speed: Undercover.